# Nimigea de Jos, Bistrița-Năsăud
Nimigea de Jos, mai demult Nimigea Ungurească, (în maghiară Magyarnemegye) este satul de reședință al comunei Nimigea din județul Bistrița-Năsăud, Transilvania, România.

## Istorie
- Nimigea de Jos este atestată documentar din anul 1367, ca sat maghiar. Totuși la sud de sat, lângă grajduri a fost descoperite urmele unei așezări romane care datează din Secolul al II-III-lea. [2]

- În Marea invazie mongolă satul a fost distrus și jefuit.
- În Secolul al XVI-lea populația a trecut la Biserica Reformată, la începutul Secolului al XVII-lea satul era unanim reformat.
- Până la dispariția Vireagului biserica fusese filie a celei din Vireag.
- În 1713 locuiau în sat 12 familii iobăgești și 6 de jelerești.
- În 1801, în locul vechii biserici reformate de lemn, este construită biserica din piatră.[3]
- În anii 1840 apare o comunitate israelită cu tendințe haside în sat.
- În 1874 a fost înființată școala reformată maghiară.
- În 1869 biserica reformată a colonizat satul cu secui bucovineni din satul Măneuți, fiecare familie primind 25 de Iugări de pamânt și o casă pe strada Telepeș, însă mare parte a populației colonizate a părăsit satul din cauza pământului nefertil.[4]
- În locul lor au fost aduși maghiari din Țara Călatei
- În 1916 a avut loc un val de migrație de populație românească în această zonă, venită din Sita, Runc și de pe Ilve.
- Între anii 1915-1944 evreii din sat țineau ședințe de Ieșiva
- În 1943 în sat locuiau 143 de familii mixte (româno-maghiare)
- „Istoria satului conform scrierilor oficiale ale Bisericii Catolice”, istoricului Ferenc Léstyán în limba maghiară

#### Holocaustul în Nimigea
Conform Recensământul din 1930 în sat erau 234 de locuitori care se declaraseră isreliți. în luna Mai a anului 1944 evreii din sat au fost adunați în Ghetoul de la Bistrița (Lagărul de pe Dealul Dumitrei). După ce au fost supuși la maltratări fizice și morale timp de două luni la Bistrița, în perioada 2-6 iulie au fost înghesuiți în vagoane de vite și deportați către Lagărul de concentrare Auschwitz. Puțini evrei s-au întors în viață, dar majoritatea nu au rămas în sat ci au emigrat spre Israel și SUA. Comunitatea evreiască supraviețuitoare a construit un cimitir nou evreiesc, (pe locația celui vechi a fost amenajat cimitirul ortodox) unde au fost înmormântați o parte din victimele holocaustului și puținii evrei rămași în sat. Cimitirul a rămas în posesia comunității evreiești a României, însă în prezent nu locuiește niciun evreu în sat.

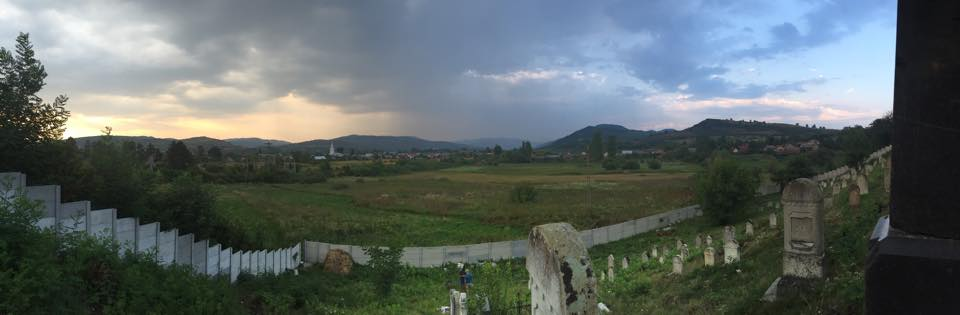
Panoramă a Cimitirului Evreiesc din Nimigea de Jos.

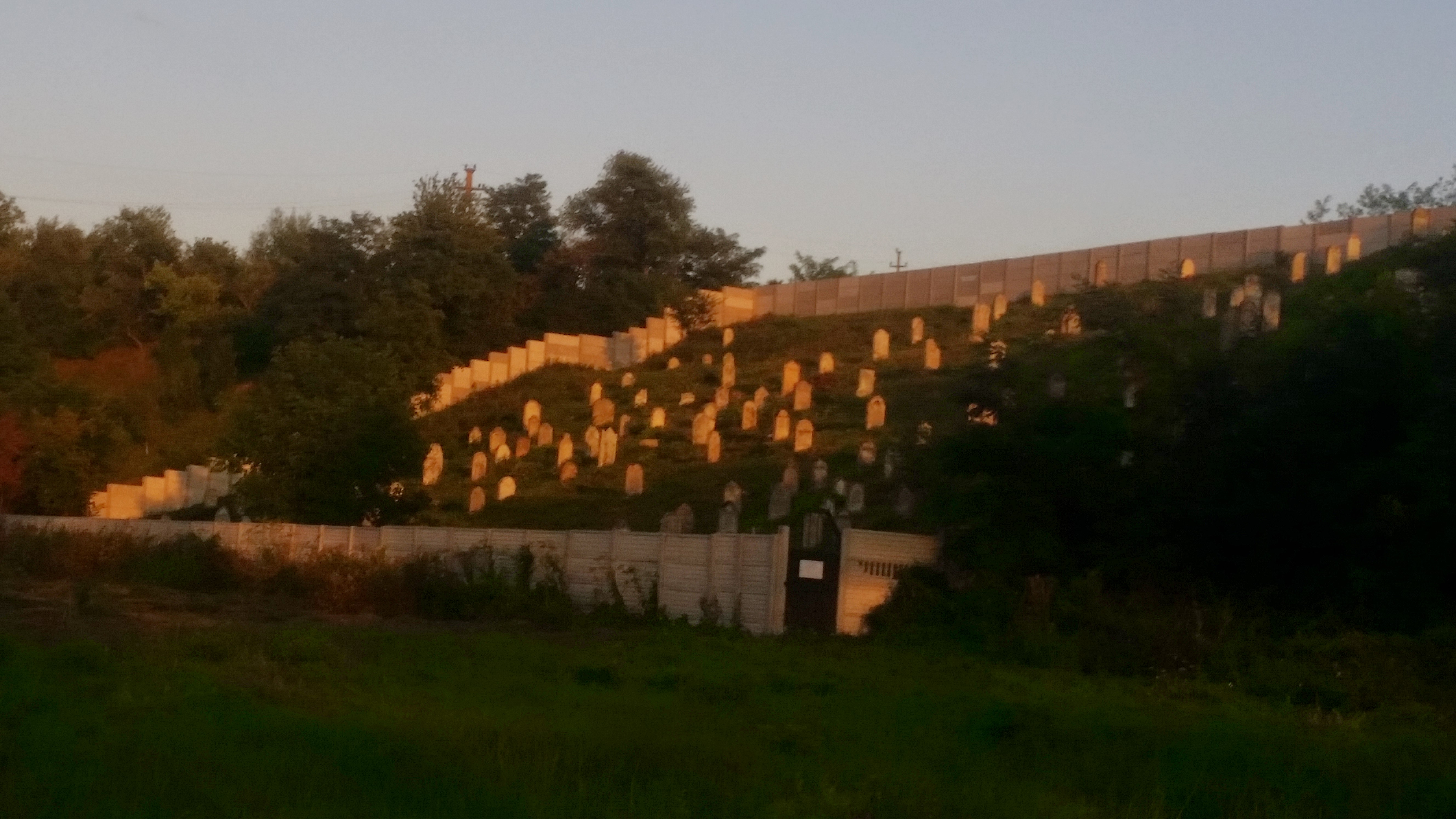
Cimitirul
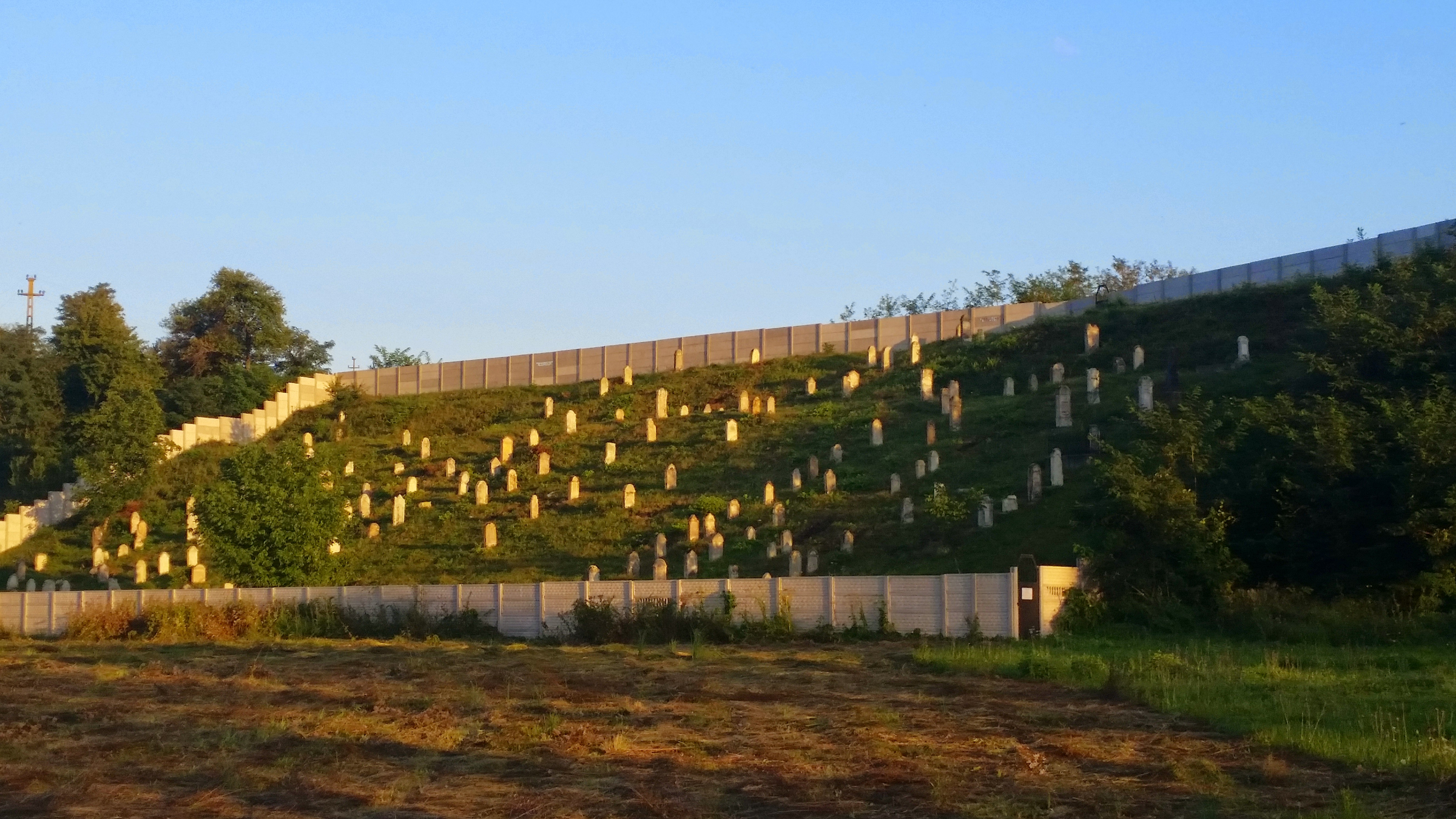
Evreiesc

### Ereditatea Numelui
Nimigea de jos este atestată documentar în anul 1367 cu numele în maghiară Nemige acesta s-a schimbat în : Nemege Inferior în 1392 datorită scrierii în limba latină,  Nemegye în 1468 (făcându-se referire și la Nimigea Românească),  Zaaznemege în 1505 deși nu locuiau sași, Magyarnemegye în 1530, Nimigea Ungurească în 1918 și în Nimigea de jos 2000.

## Geografie
Satul Nimigea de jos se află la 47°15′12″N și 24°18′3″E.

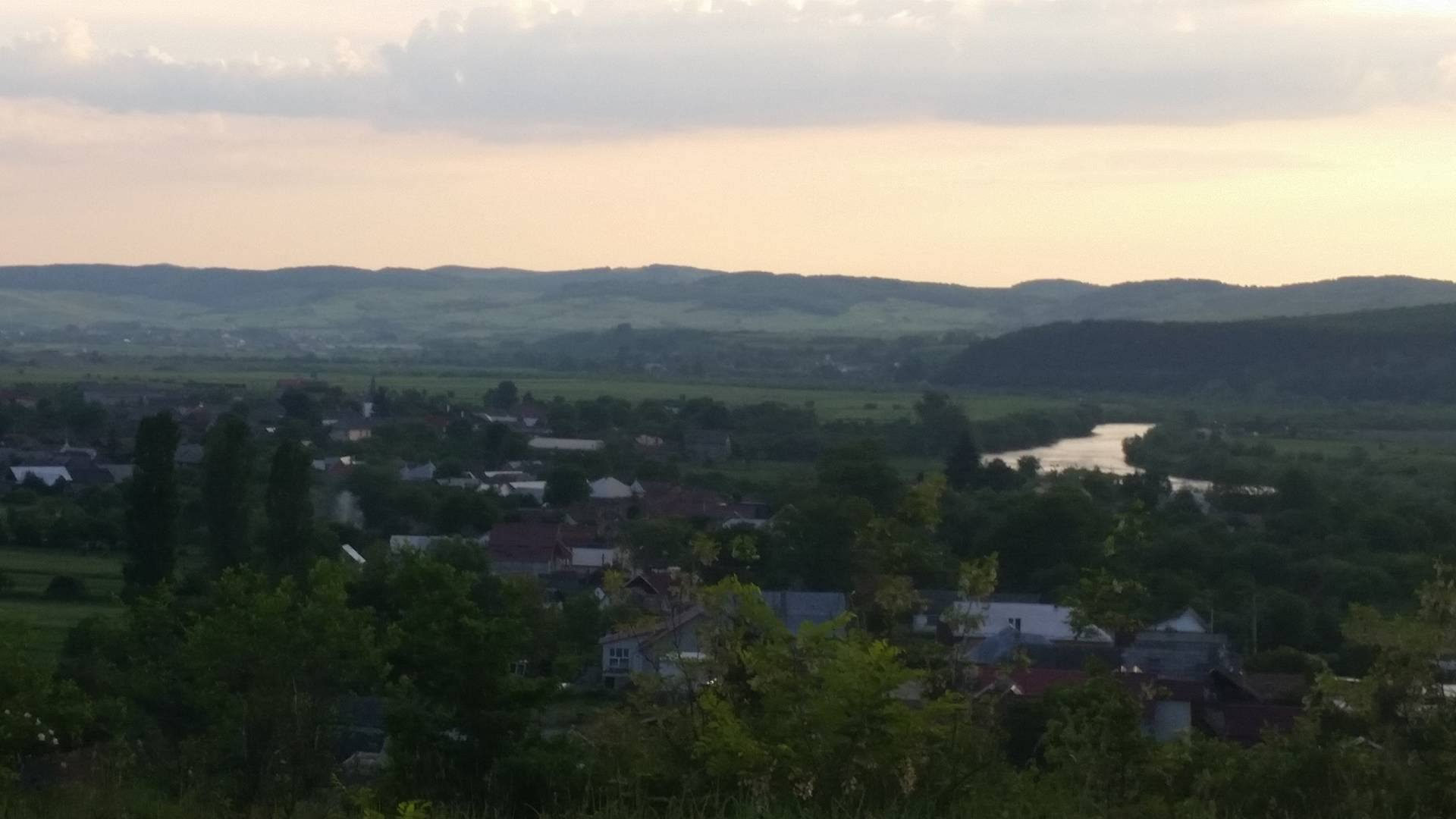
Vedere din Sud-Est a satului.

### Relief
Satul Nimigea de jos este întins de pe malul sudic al Someșului, până la dealurile Năsăudului. Deși este zonă de deal, între soluri predomină cernoziomurile.

### Climă
Clima este temperata continentala . Mai blândă în apropierea Someșului și mai răcoroasă pe străzile înalte.

### Hidrografie

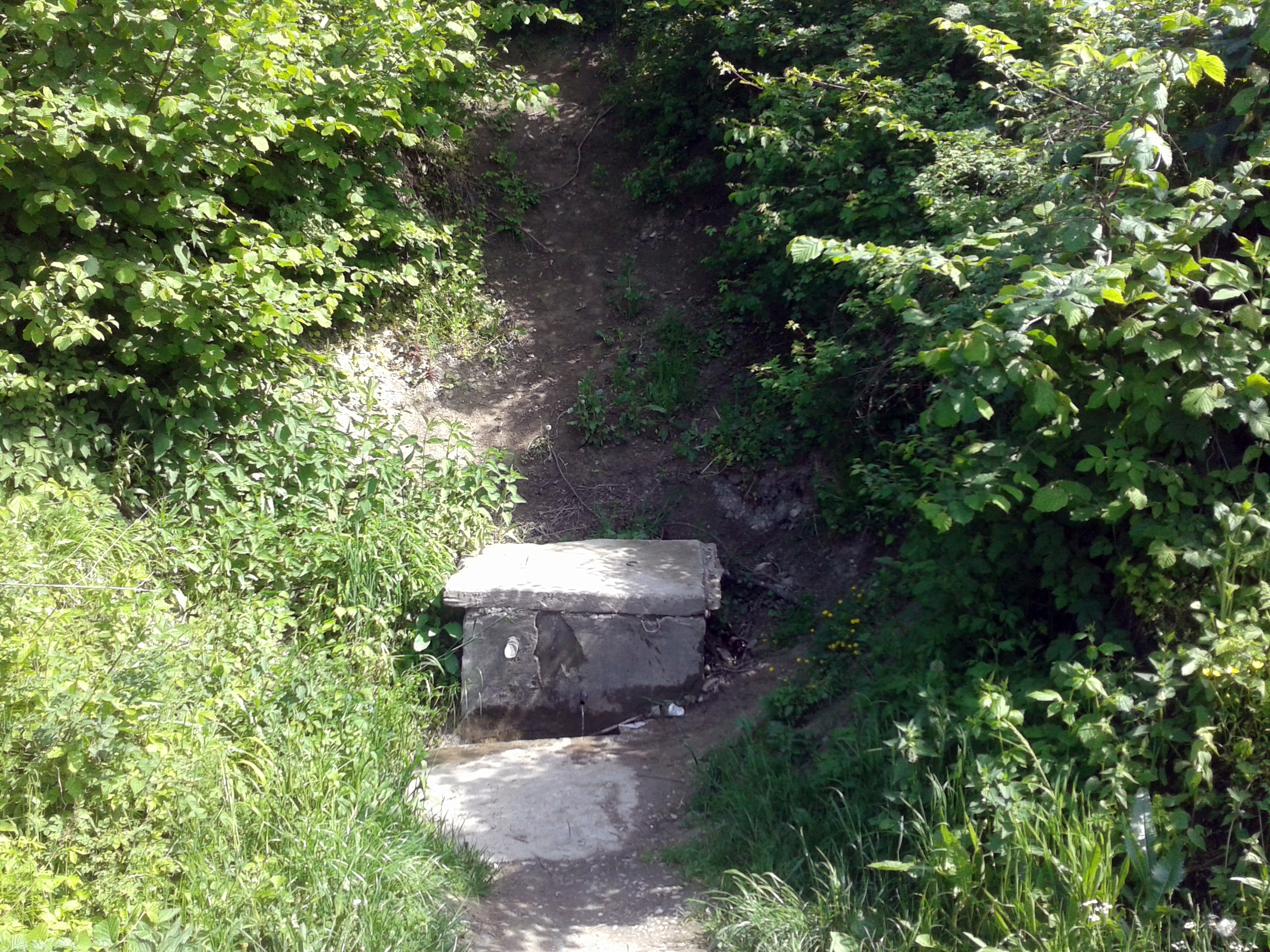
Izvorul Henți, Nimigea de jos

Bazinul hidrografic al satului este dependent de râul Someș , când acesta scade și nivelul apei din fântâni scade. Satul Nimigea de jos se află pe malul sudic al râului Someșul Mare. Este mărginit de pârâurile Bratoșa și Straua. Râurilea Între Hotare și La Fântânele se varsă în Someșul Mare la Nimigea, traversând centrul localității. De asemenea exista și un izvor cu apă minerală numit de localnici "Henți"

### Mediu
Peisajul natural este specific zonei de Silvo-Stepa și luncii Someșului .
Flora este compusă din:
- Arbori : molizi, pini, brazi, fagi, stejari, paltini, plopi, salcii, mesteceni,  pomi fructiferi, etc.
- Arbuști : fragi, duzi, căpșuni, muri, zmeuri, agriși , viță de vie, coacăzi, etc.
- Erbacee : cereale , etc.

Fauna este compusă din:
- Pești în Someș și Bratoșa
- Reptile: țestoase, șopârle în Bratoșa, vipere pe malul Someșului .
- Pasari: fazani, ulmi, ciori, porumbei, prepelițe, cocori, rațe sălbatice .
- Mamifere: arici, lilieci, vulpi, căprioare, etc.

## Transporturi
Nimigea de jos  este traversată de drumurile județene 272 (Strada Principală și Drumul Floreștiului) și 173B (Strada Gării, Strada Slatinii, Strada Pietriș și Strada Podire).
 În Nimigea există 5 stații de autobuz, poziționate pe intersecții și deservesc populația pentru rutele:
1. Năsăud-Salva- Mititei-Mocod-Nimigea- Florești- Mogoșeni- Cociu-Beclean,
2. Tăure-Nimigea,
3. Mintiu-Nimigea.

 Pentru accesul la transportul pe calea ferată, locuitorii comunei folosesc Stația Nimigea, care este nod a 3 rute: 
1. Ilva Mică-Dej Călători,
2. Sighetul Marmației-Cluj-Napoca,
3. Vatra Dornei-Bistrița Nord.

## Sănătate
Satul Nimigea de Jos dispune de un sistem dezvoltat de asigurare a serviciilor medicale, fiind centrul medical al comunei Nimigea.
 Sistemul medical este compus din:
- Un dispensar cu 2 cabinete de medici de familie și un cabinet particular.[8]
- Un cabinet de stomatologie la dispensar și unul în incinta Centrul Diaconesc Reformat.
- Un cabinet de oftalmologie și un laborator de analize la dispensar.
- Un cabinet de medicină veterinară.[9]

Sistemul farmaceutic este compus din două farmacii:
- Farmacia ALTROS FARM (ALTROS FARM Gyógyszertár), aflată în spatele Bisericii Reformate.[10]
- Farmacia IRIS, aflată în incinta Centrului Diaconesc Reformat.

## Arhitectură și turism
Lăcașuri de cult
În Nimigea funcționează 3 biserici, fiecare având câte o casă parohială:
- Biserica Reformată din Nimigea de Jos construită în Evul Mediu în stil gotic, sub rit Catolic a devenit Reformat-Calvină în perioada reformei. Pe parcursul timpului a fost renovată de multe ori cea mai semnificativă renovare fiind în 1801. De aceasta depinde și un Centru Diaconesc.[11][12]
- Biserica Ortodoxă „Sfinții Arhangheli Mihail și Gavriil”, construită în 1909 ca Greco-Catolică, mai târziu devine Ortodoxă. A fost pictata în tehnica frescă de către pictorul Viorel Nimigeanu.[13][14]
- Biserica Creștină Penticostala, Nimigea de Jos.[15]

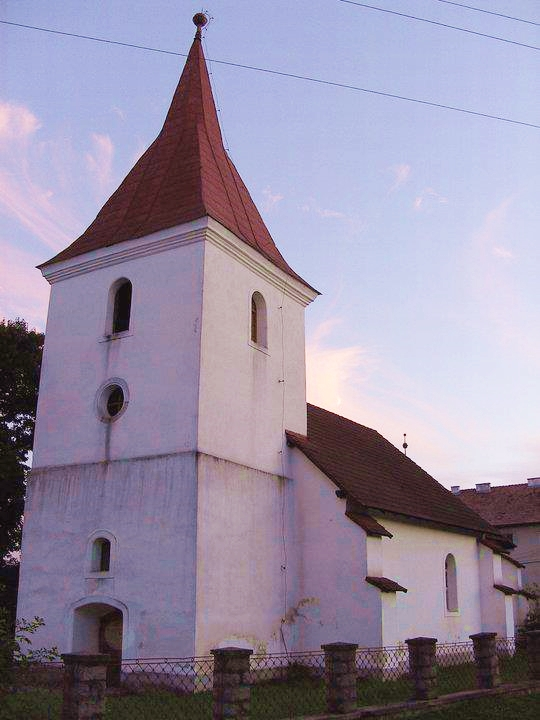
Biserica Reformată
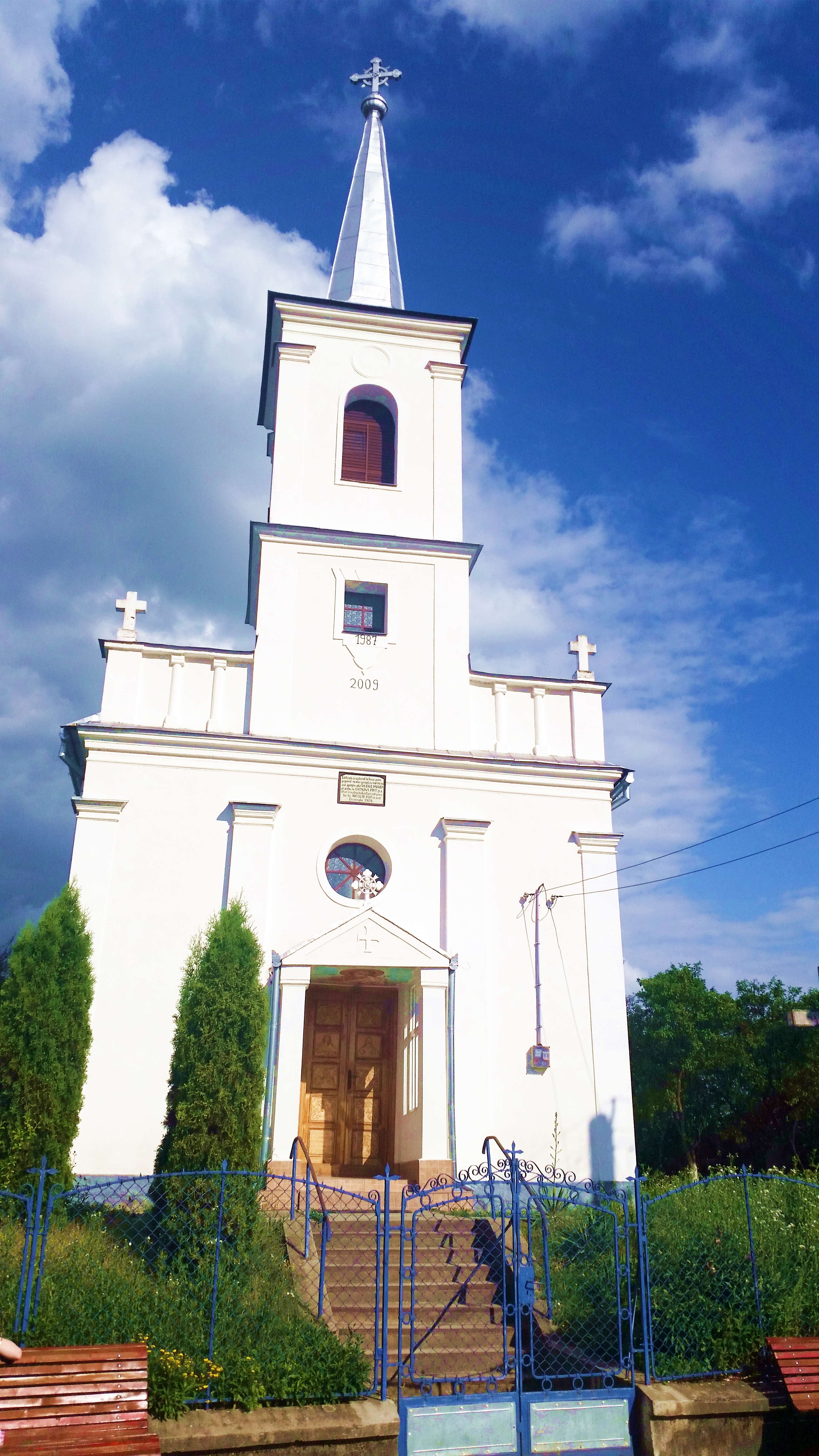
Biserica Ortodoxă

 Clădiri și monumente istorice
- Școala Reformată Maghiară, înființată în 1874, în prezent găzduiește secția maghiară a Școlii Gimnaziale Nimigea de jos.
- Monumentul Eroilor Maghiari din Al Doilea Război Mondial.

## Demografie
Sporul natural al satului Nimigea de jos este negativ, populația fiind îmbătrânită .
Diversitatea etnică, lingvistică și culturală este foarte mare în localitate .
Componența etnică a satului Nimigea(2002)
     Maghiari (50%)
     Români (40,57%)
     Romi (9,11%)
     Sași (0,18%)
     Ucraineni (0,12%)
Componența confesională a satului Nimigea (2002)
     Reformați (51,32%)
     Ortodocși (41,68%)
     Penticostali (5,31%)
     Romano-catolici (0,89%)
     Greco-catolici (0,82%)
Componența etnică a satului Nimigea (1941)
     Maghiari (87,61%)
     Români (7,68%)
     Evrei (3,33%)
     Romi (1,25%)
     Sași (0,11%)

### Structura Etnică
- Conform recensământului din 2002 populația satului Nimigea de Jos număra 1.624 de locuitori, în creștere față de recensământul din 1992. Majoritatea locuitorilor sunt etnici maghiari (812 adică 50,00%). Principalele minorități sunt cele de români (659 adică 40,57%), romi (148 adică 9,11%) și ucrainieni (2 adică 0,12%). Pentru 3 (adică 0,18%) persoane, apartenența etnică nu este cunoscută. [16]

### Structura Confesională
Conform recensământului din 2002 majoritatea locuitorilor sunt Reformați(812 adică 51,32%), dar mai sunt și minorități de Ortodocși (659 adică 41,68%), Penticostali (84 adică 5,31%), Romano-Catolici(14 adică 0,89%), Greco-Catolici (13 adică 0,82%), iar 43 nu au dorit să-și declare religia sau sunt persoane non-religioase.
| 1850 (e) | 835  | 239 | 437  | 7   | 140 | 12  |
| 1880 (e) | 1004 | 265 | 558  | 14  | 157 | 10  |
| 1890 (l) | 1076 | 275 | 581  | *   | 198 | 22* |
| 1900 (l) | 1272 | 265 | 901  | *   | 61  | 45* |
| 1910 (l) | 1362 | 313 | 979  | 36  | 34  | -   |
| 1920 (e) | 1490 | 357 | 913  | -   | 220 | -   |
| 1930 (l) | 1604 | 355 | 974  | 38  | 234 | 3   |
| 1941 (l) | 1679 | 129 | 1471 | 21  | 56  | 2   |
| 1966 (l) | 1592 | 548 | 1033 | 5   | 6   | -   |
| 1977 (e) | 1601 | 522 | 979  | 91  | -   | 9   |
| 1992 (l) | 1512 | 525 | 855  | 128 | -   | 4   |
| 2002 (l) | 1624 | 659 | 812  | 148 | -   | 5   |

## Personalități
- Olimpia Brendea Deșliu (1 octombrie 1933, Nimigea[22] - 30 mai 2013, Cluj-Napoca[23]), poetă.
- Béla Kun (20 februarie 1886 Nimigea[24] - 29 august 1938, Uniunea Sovietică), președintele Republicii Sovietice Ungaria.
- Koterkán „Kuku” István,[25] interpret de muzică populară maghiară și muzică tradițională lăutărească țigănească.
- Viorel Nimigeanu (1950, Nimigea- )[26], pictor.
- Gheorghe Vidican, poet.